# Громова, Пелагея Кузьминична
Пелагея Кузьминична Громова (урожд. Бормотова; 1819—1887) — русская актриса.

## Биография
Родилась в 1819 году.
Училась в Петербургском театральном училище (класс П. А. Каратыгина.
В 1838 году дебютировала в Александринском театре (под девичьей фамилией Бормотова), где играла до 1886 года. Начав с ролей молодых девушек второго плана, перешла затем на характерные и комедийные роли пожилых женщин и старух.
C 1850-х годов была занята в премьерных постановках пьес А. Н. Островского.
Её муж, Василий Громов — актёр, воспитанник Петербургского театрального училища (1813—1845), играл сначала в провинции, а в 1842 году заменил на петербургской сцене Я. Г. Брянского.
Умерла 19 (31) января 1887 года. Петербургский некрополь указывает, что она умерла 10 января 1887 года и была похоронена на Волковском православном кладбище (с ней вместе — Левкий Николаевич Громов).

## Роли
- кн. Тугоуховская — «Горе от ума» А. С. Грибоедова
- Афишкина — водевиль «Суд публики, или Восстание в театральной библиотеке» Н. И. Куликова
- г-жа Карингтон — «Камилла, или Сестра и брат» Э. Скриба и Баяра
- Арина Пантелеймоновна — «Женитьба» Н. В. Гоголя (1842)
- Еремеевна — «Недоросль» Д. И. Фонвизина (1859)
- Каурова — «Завтрак у предводителя» И. С. Тургенева
- Атуева — «Свадьба Кречинского» А. В. Сухово-Кобылина
- мать — «Подруга жизни» П. А. Фролова (1867)

### В пьесах А. Н. Островского
П. К. Громова была первой исполнительницей множества ролей в пьесах А. Н. Островского.
- Анна Антоновна — «Не в свои сани не садись» (1853)
- Незабудкина — «Бедная невеста» (1853)
- Арина — «Бедность не порок» (1854)
- Степанида — «Не так живи как хочется» (1855)
- Феклуша — «Гроза» (1859)
- Анна Устиновна — «Пучина» (1866)
- Манефа — «На всякого мудреца довольно простоты» (1868)
- Фелицата — «Правда хорошо, а счастье лучше» (1876)